# Зоопарк Фридрихсфельде
Зоопарк Берлин-Фридрихсфельде (нем. Tierpark Berlin-Friedrichsfelde, дословно: «Парк животных Берлин-Фридрихсфельде») — один из двух зоопарков Берлина (наряду с Берлинским зоопарком). Был основан в 1954 году на территории восточноберлинского округа Лихтенберг в связи с тем, что старый берлинский зоопарк оказался в западной части города. Зоопарк Фридрихсфельде, получивший название по одноимённому району города, занимает площадь 160 гектаров, что делает его крупнейшим по площади зоопарком Европы, а почти 1,5 млн ежегодных посетителей — одним из самых посещаемых мест в городе. Популярен «Парк животных» и в средствах массовой информации: только в 2017 году ему было посвящено почти 2,5 тысячи статей, теле- и радиопередач, как например, снимаемая с 2006 года на территории обоих берлинских зоопарков телепередача «Панда, горилла и компания» (нем. Panda, Gorilla & Co.), которая рассказывает о жизни их животных и работе их сотрудников и транслируется на общественном канале RBB.

## История
Поскольку при послевоенном разделении города берлинский зоопарк оказался в его западной части, в 1953 году в столице ГДР возникли планы организации собственного зоологического парка, при назначении директора которого выбор был сделан в пользу уже известного по своей прежней работе Генриха Дате, бывшего тогда заместителем директора Лейпцигского зоопарка. Соответствующее решение берлинского магистрата от 27 августа 1954 года считается официальным днём основания нового зоопарка. 30 ноября того же года состоялась символическая закладка первого камня начавшегося строительства, в котором самое деятельное участие на добровольной и безвозмездной основе приняли сотни и тысячи берлинцев. Под зоопарк была выделена территория, включавшая в себя дворец и парк Фридрихсфельде, которая отлично вписывалась в концепцию Дате создать не традиционный — с решётками и клетками, а ландшафтный зоопарк, где животные могли бы свободно перемещаться на оборудованных для них участках, естественными границами которых стали не сетки, а заполненные водою канавы. Усилия директора и возглавляемой им команды архитекторов, ландшафтных дизайнеров и строителей позволили в короткие сроки завершить первую фазу строительства, и уже 2 июля 1955 года при большом стечении публики восточноберлинский зоопарк был открыт президентом ГДР Вильгельмом Пиком.
Зоопарк Фридрихсфельде, первоначально имевший площадь 60 гектаров, постоянно расширялся и обзаводился новыми сооружениями: скалистым медвежатником и лужайкой для верблюдов, змеиной фермой и бассейном для белых медведей в 3000 м², крупнейшим в то время в мире домом для животных, названным в честь Альфреда Брема, слоновником и многими другими. Всё это непосредственно отражалось и на популярности зоопарка: если в первый год его существования число посетителей ограничивалось 600 тысячами, то в 1989 году оно достигло 3,2 миллионов. Когда при объединении Германии встал вопрос о целесообразности сохранения в Берлине двух зоопарков, позиция директора Дате и выступления простых берлинцев позволили предотвратить закрытие более молодого и менее известного зоологического парка Фридрихсфельде. Свою привязанность к «парку животных» жители восточных районов города сохранили и десятилетия спустя, по-прежнему составляя большинство его посетителей, причём на одно посещение, по статистике, они отводят в среднем 4 часа.

## Животные

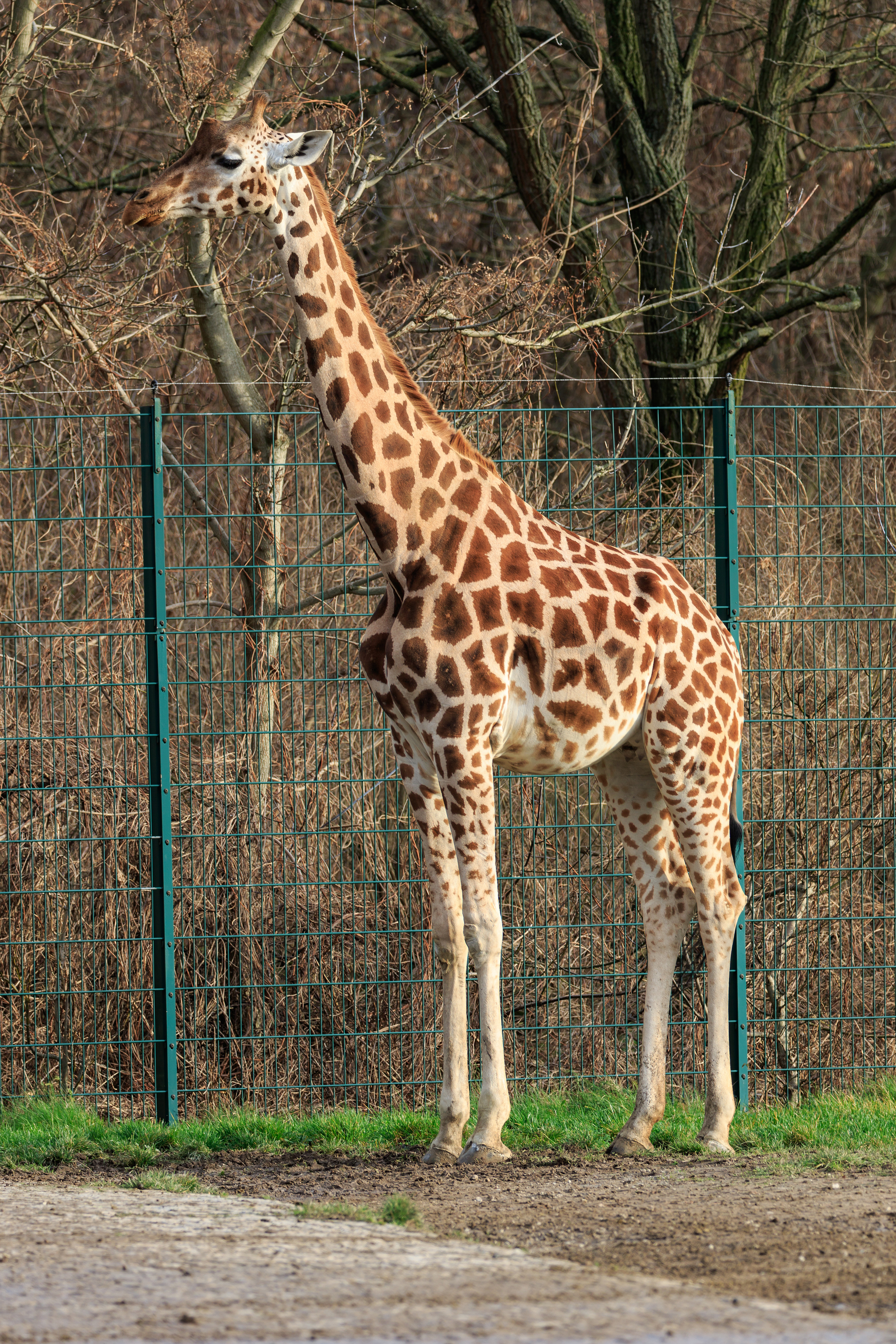
Жираф Ротшильда

На момент открытия новый зоопарк насчитывал всего 400 животных 120 различных видов (при этом многие из них были подарены другими зоопарками: к примеру, тигр прибыл из Москвы, марал — из Ленинграда, зубр — из Мюнхена), но в год объединения Германии в нём было уже 7600 животных 900 видов. Необходимо отметить, что содержание стольких животных требует соответственного по объёму рациона, который, к примеру, в 2017 году состоял из 635 тонн зелёного корма, 520 тонн сена, 45 тысяч яиц, 45 тонн говядины, 30 тонн рыбы, 60 тонн яблок, 236 тонн моркови и многого-многого другого. За этот же период почти 2,5 тысячи раз были проведены профилактика и лечение животных, в том числе 46 хирургических операций.
Инвентаризация, проведённая в конце 2017 года, позволила определить точное количество животных, содержащихся в зоопарке Фридрихсфельде (в сравнении со вторым берлинским зоопарком, чей видовой состав считается самым большим в мире):
| Класс          | Количество животных (Зоопарк Фридрихсфельде) | Количество животных (Берлинский зоопарк) | Количество видов (Зоопарк Фридрихсфельде) | Количество видов (Берлинский зоопарк) |
| -------------- | -------------------------------------------- | ---------------------------------------- | ----------------------------------------- | ------------------------------------- |
| Млекопитающие  | 1211                                         | 781                                      | 180                                       | 155                                   |
| Птицы          | 1352                                         | 1626                                     | 270                                       | 304                                   |
| Рептилии       | 360                                          | 240                                      | 82                                        | 63                                    |
| Амфибии        | 89                                           | 643                                      | 5                                         | 42                                    |
| Рыбы           | 5471                                         | 5279                                     | 80                                        | 476                                   |
| Беспозвоночные | 377                                          | 11659                                    | 96                                        | 331                                   |
| Всего          | 8859                                         | 20219                                    | 713                                       | 1373                                  |

Среди отдельных видов можно отметить амурских тигров, снежных леопардов, белых медведей, азиатских и африканских слонов, индийских носорогов, жирафов Ротшильда и сотни других.
Зоопарк Фридрихсфельде принимает участие в программах по ведению многочисленных племенных книг по линии европейской и международной ассоциаций зоопарков и аквариумов, а также по реинтродукции многих вымирающих видов животных, как например, лошадь Пржевальского, мраморный чирок или бородач.

## Экспозиции и сооружения

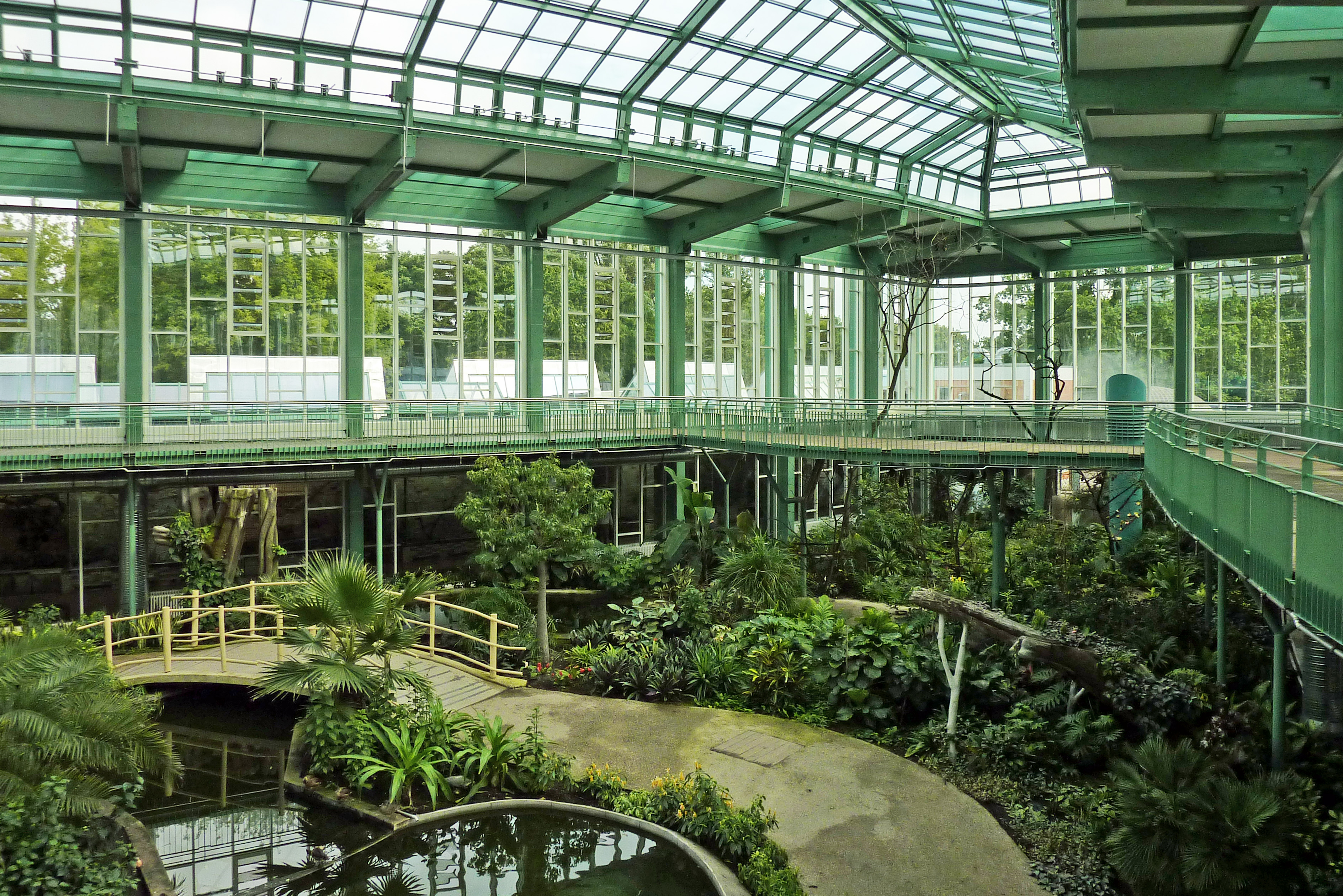
Дом имени Альфреда Брема

К числу наиболее заметных сооружений на территории зоопарка Фридрихсфельде относятся:
- «дом Альфреда Брема» площадью 5300 м² для содержания больших кошек, в котором также разместился тропический зал (площадь — 1100 м², высота — 16 метров)
- «дом толстокожих» (для слонов и носорогов)
- «дом жирафов»
- «дом крокодилов» (для крокодилов, черепах и игуан)
- «дом обезьян».

На территории зоопарка находятся более ста различных скульптур, мозаик и других произведений искусства, изображающих животных (в том числе две группы львов уничтоженного памятника кайзеру Вильгельму II), которые удачно вписались в концепцию его основателя Дате, который хотел видеть своё детище местом не только отдыха, но и образования и культуры. В северо-западной части зоопарка расположен открытый для доступа дворец Фридрихсфельде, ведущий свою историю с конца XVII века. Зоопарк в Лихтенберге известен также своими зелёными насаждениями: одних только деревьев здесь насчитывается порядка 13 тысяч.
На территории «парка животных» курсирует электропоезд, доставляющий посетителей к разным частям парка и примерно за 20 минут проделывающий маршрут в 4 км, работают кафе и ресторан, оборудованы игровая площадка и контактный зоопарк для детей.
В 2014 году был разработан и уже начал осуществляться план по модернизации зоопарка Фридрихсфельде, предполагающий к 2030 году его полную перепланировку и разбивку на зоны, представляющие флору и фауну всех континентов планеты. На эти цели только в 2018—2020 годах запланировано выделение 30 млн евро. Необходимо отметить, что зоопарк в Лихтенберге лишь чуть больше половины своих доходов получает от продажи билетов и пока остаётся дотационным: за четыре года, начиная с 2018, он получит из бюджета Берлина и других источников в общей сложности более 60 млн евро, которые решено направить, в частности, на строительство нового сооружения для содержания львов, реконструкцию «дома толстокожих», ремонт техники в доме Альфреда Брема и другие мероприятия. При этом неоценимую помощь оказывают спонсорская поддержка отдельных животных и пожертвования, ежегодно составляющие порядка 1 млн евро.

## Организационно-правовые аспекты
По своей организационно-правовой форме зоопарк Фридрихсфельде является обществом с ограниченной ответственностью и 100-процентным дочерним предприятием акционерного общества, управляющего «западным» берлинским зоопарком.
За годы его существования в зоопарке работало всего три директора, причём, начиная с 2007 года, они одновременно возглавляют оба берлинских зоопарка:
- 1954—1990: Генрих Дате
- 1991—2014: Бернхард Бласкивиц[нем.]
- с 2014: Андреас Книрим[нем.] (кстати, названный в 2017 году «берлинцем года» по версии газеты Berliner Morgenpost)[25].

Всего же в 2017 году в «парке животных» были заняты 235 сотрудников, возраст половины из которых превысил 50 лет, что делает особенно важной осуществляемую в зоопарке подготовку собственных кадров.

## Награды
- Орден Карла Маркса

## Галерея

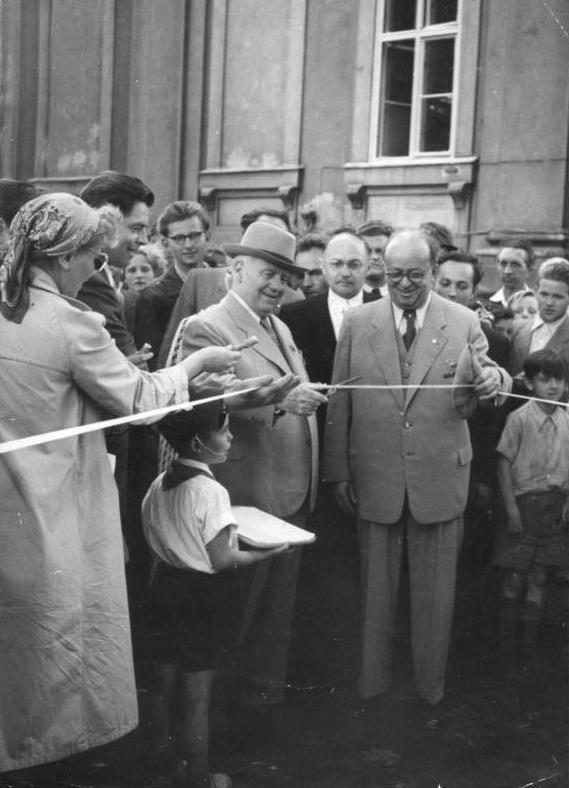
Открытие зоопарка Фридрихсфельде
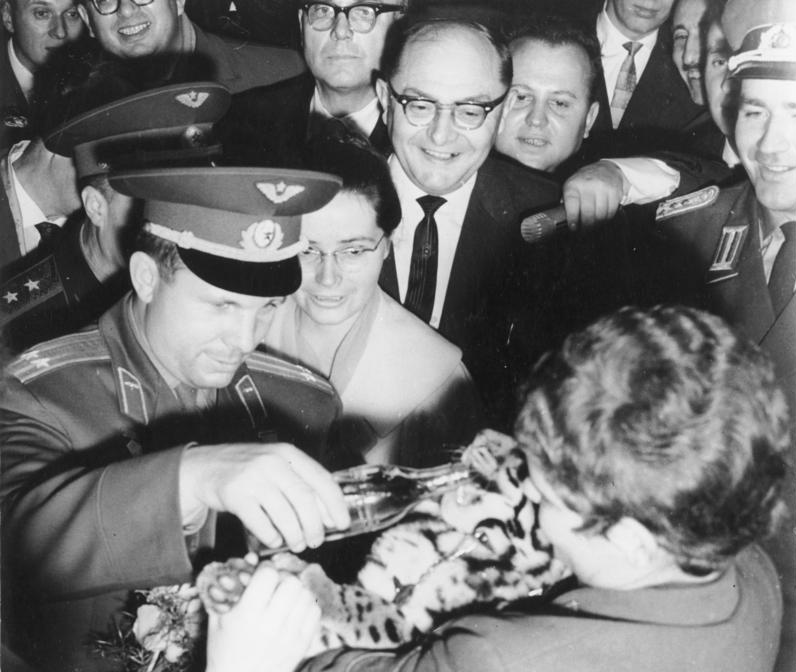
Юрий Гагарин и Валентина Терешкова во время посещения зоопарка (1963)
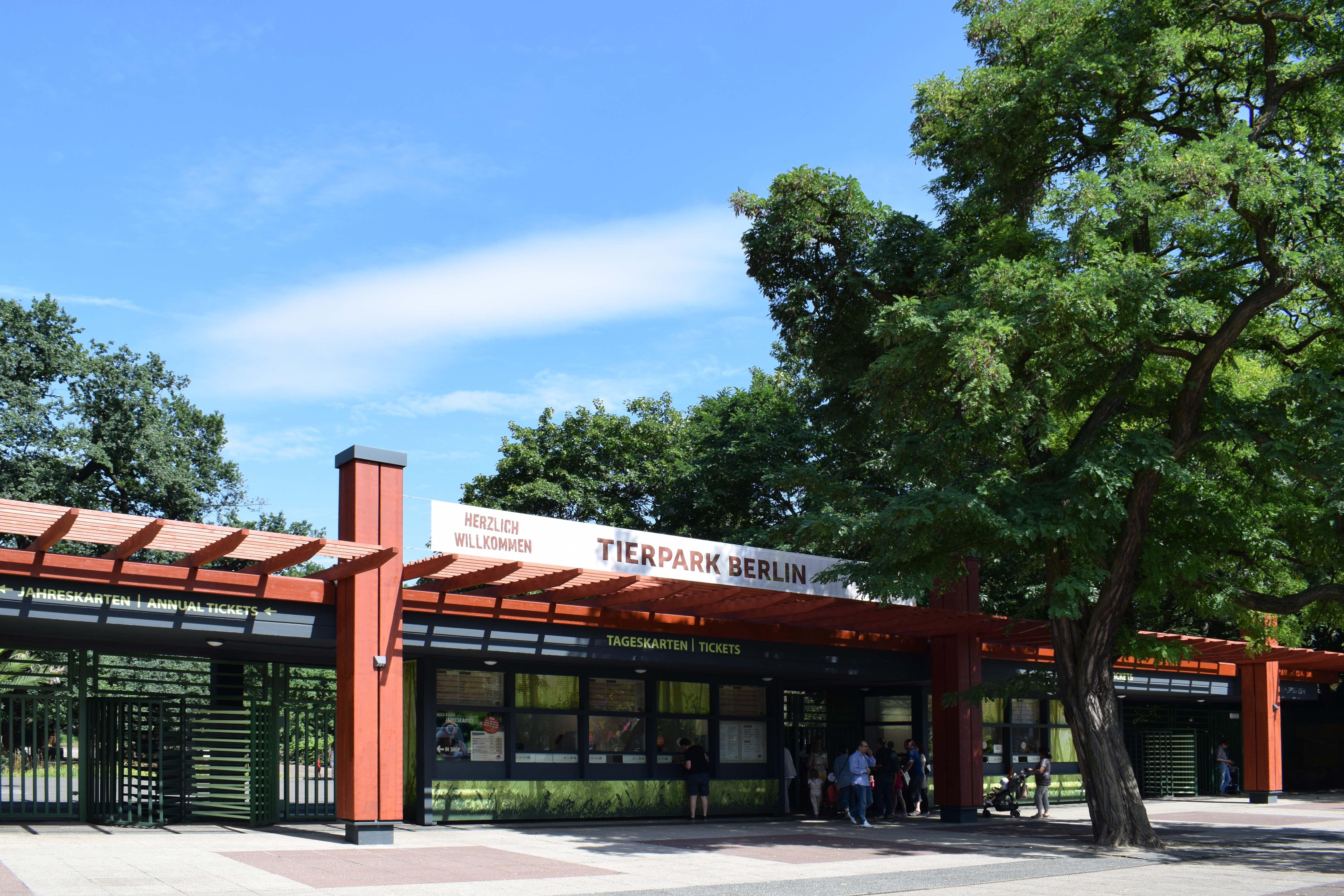
Южный вход в зоопарк
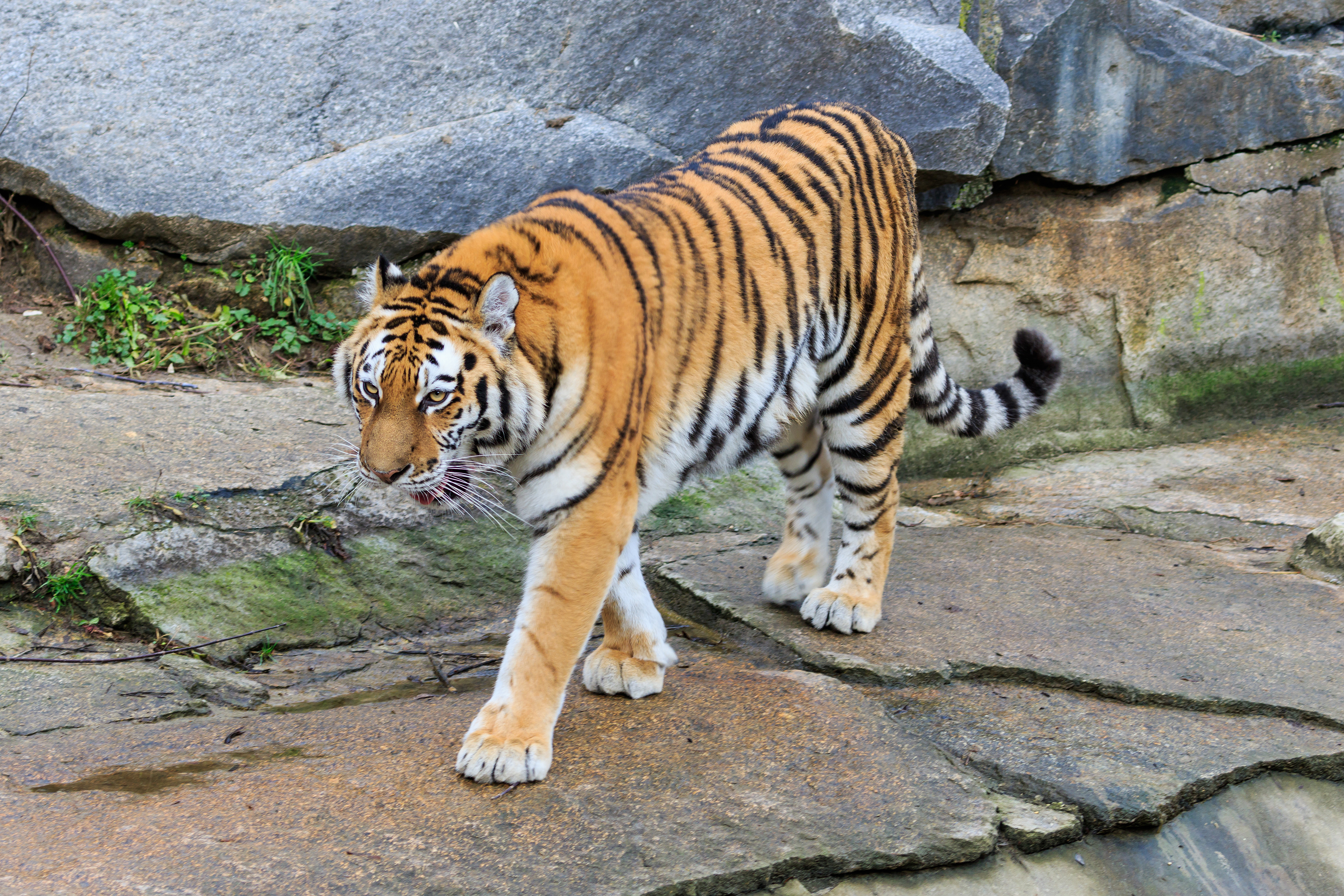
Амурский тигр
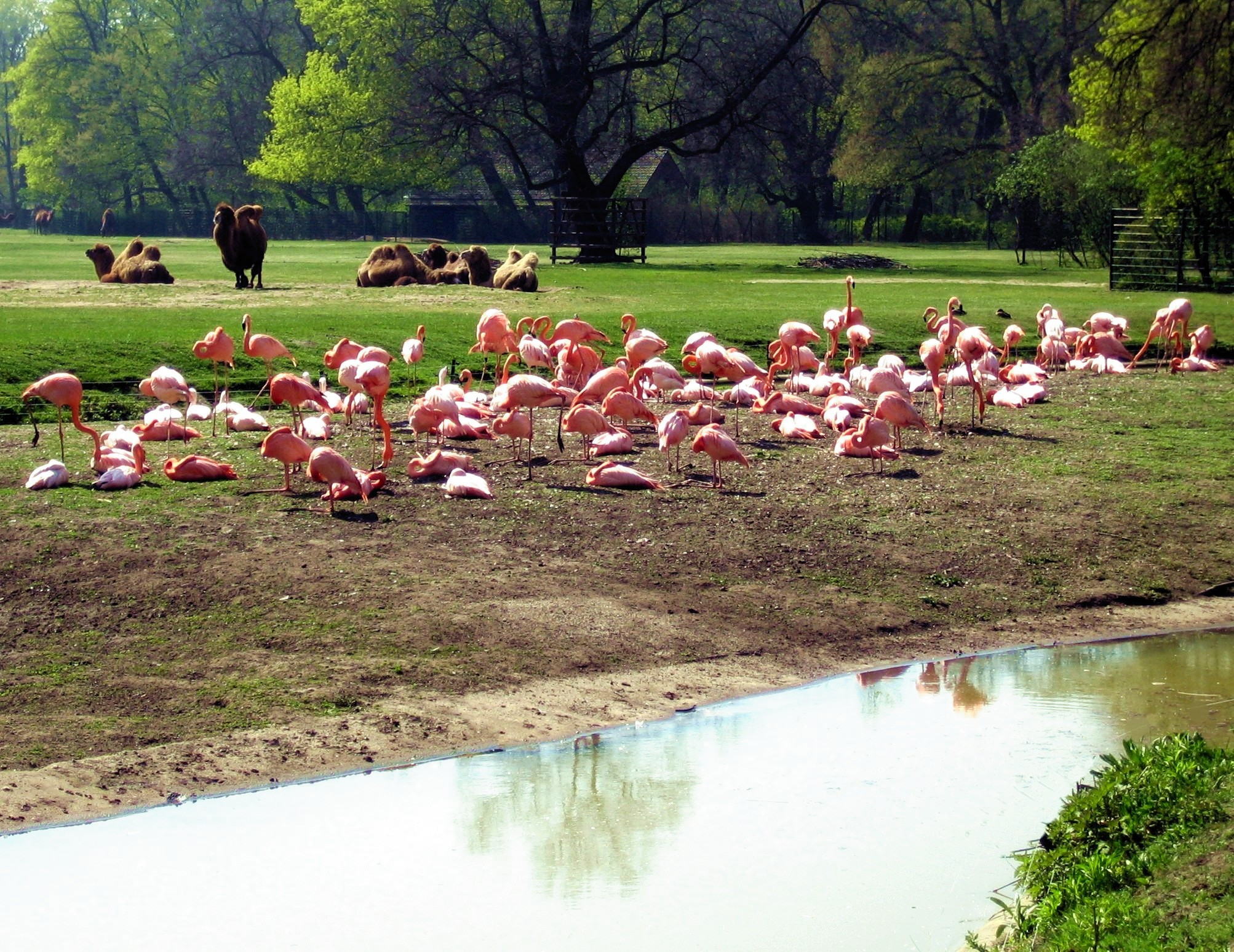
Фламинго
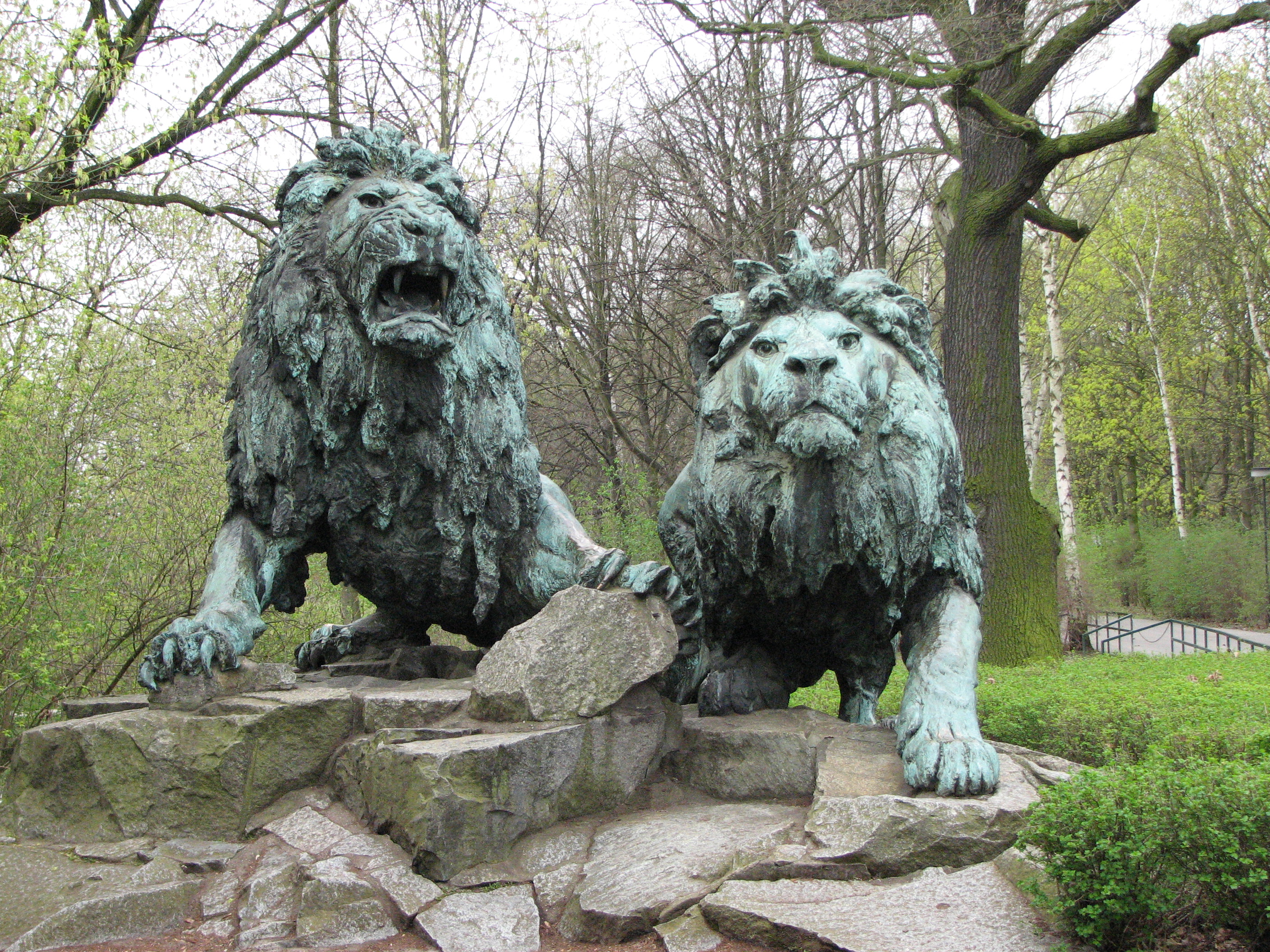
Группа львов бывшего памятника кайзеру Вильгельму
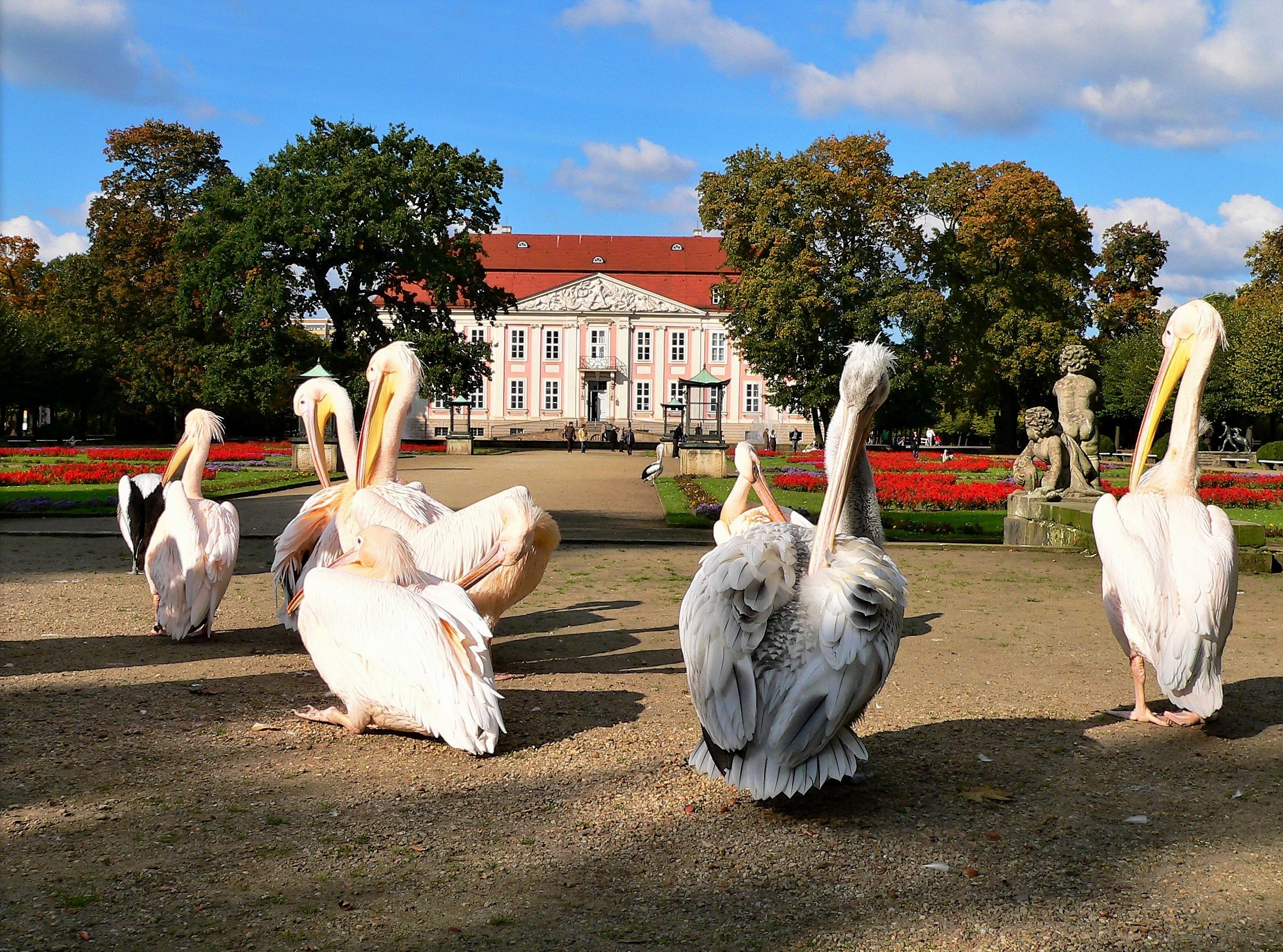
Пеликаны перед дворцом Фридрихсфельде
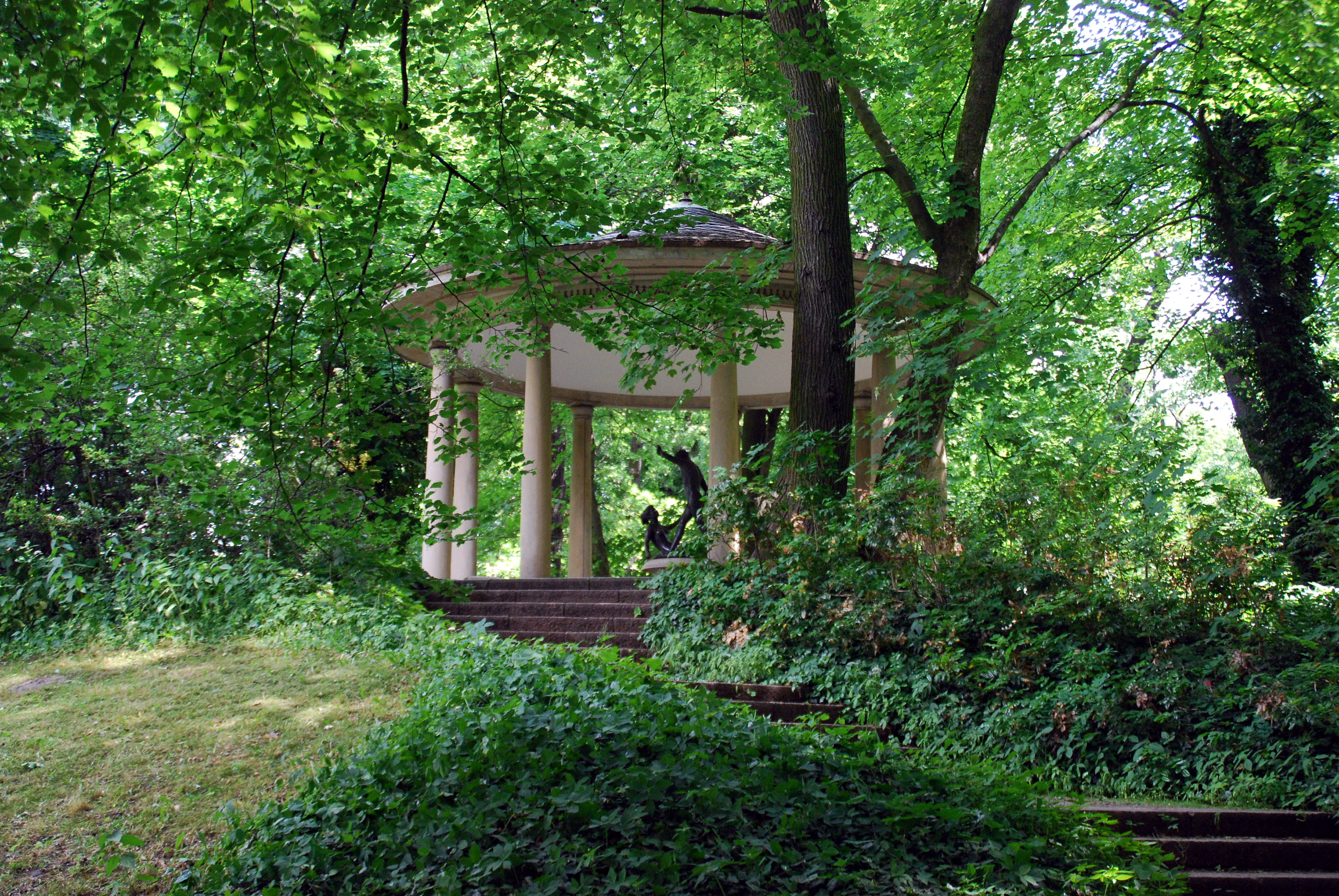
Один из уголков парка Фридрихсфельде